# Lotus Omega
Lotus Omega (также известен как Lotus Carlton) — спортивный седан, разработанный Opel в сотрудничестве с Lotus и выпускавшийся в период с 1990 по 1992 год. Создан на базе Opel Omega A, продававшегося в Великобритании как Vauxhall Carlton.
Концепция автомобиля была разработана во второй половине 1980-х годов совместно президентом европейского отделения концерна General Motors Бобом Итоном и одним из директоров Lotus Майком Кимберли. Общей идеей проекта было создание автомобиля, совмещающего динамику и управляемость суперкара с комфортом и удобством седана бизнес-класса. Изначально предполагалось создать специальную версию флагмана модельного ряда, Opel Senator, оснастив её сверхмощным двигателем, разработанным Lotus, но позже идея трансформировалась в отдельную модель на базе Opel Omega.

## Техническое описание

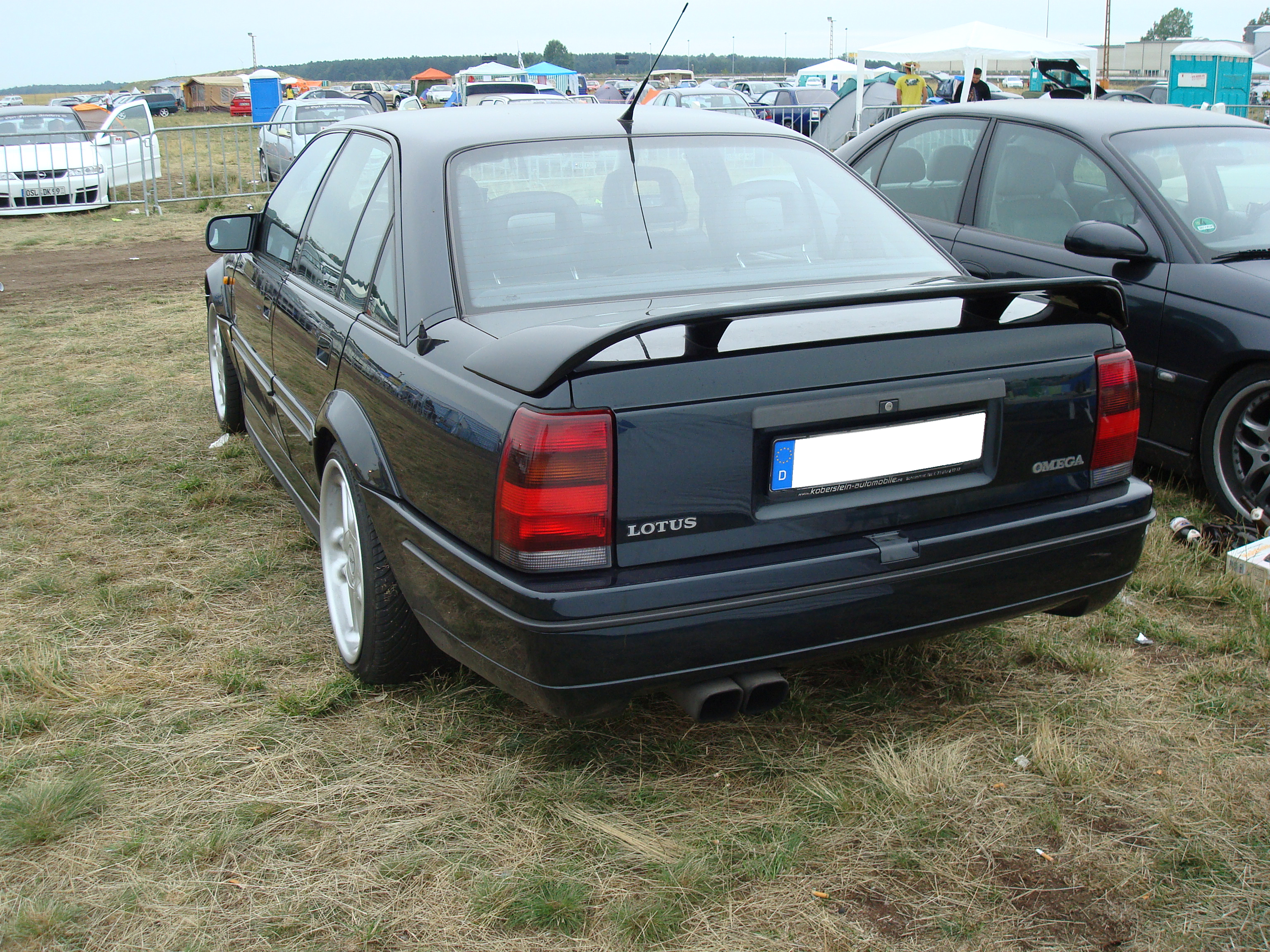
Lotus Omega, вид сзади

### Двигатель, трансмиссия

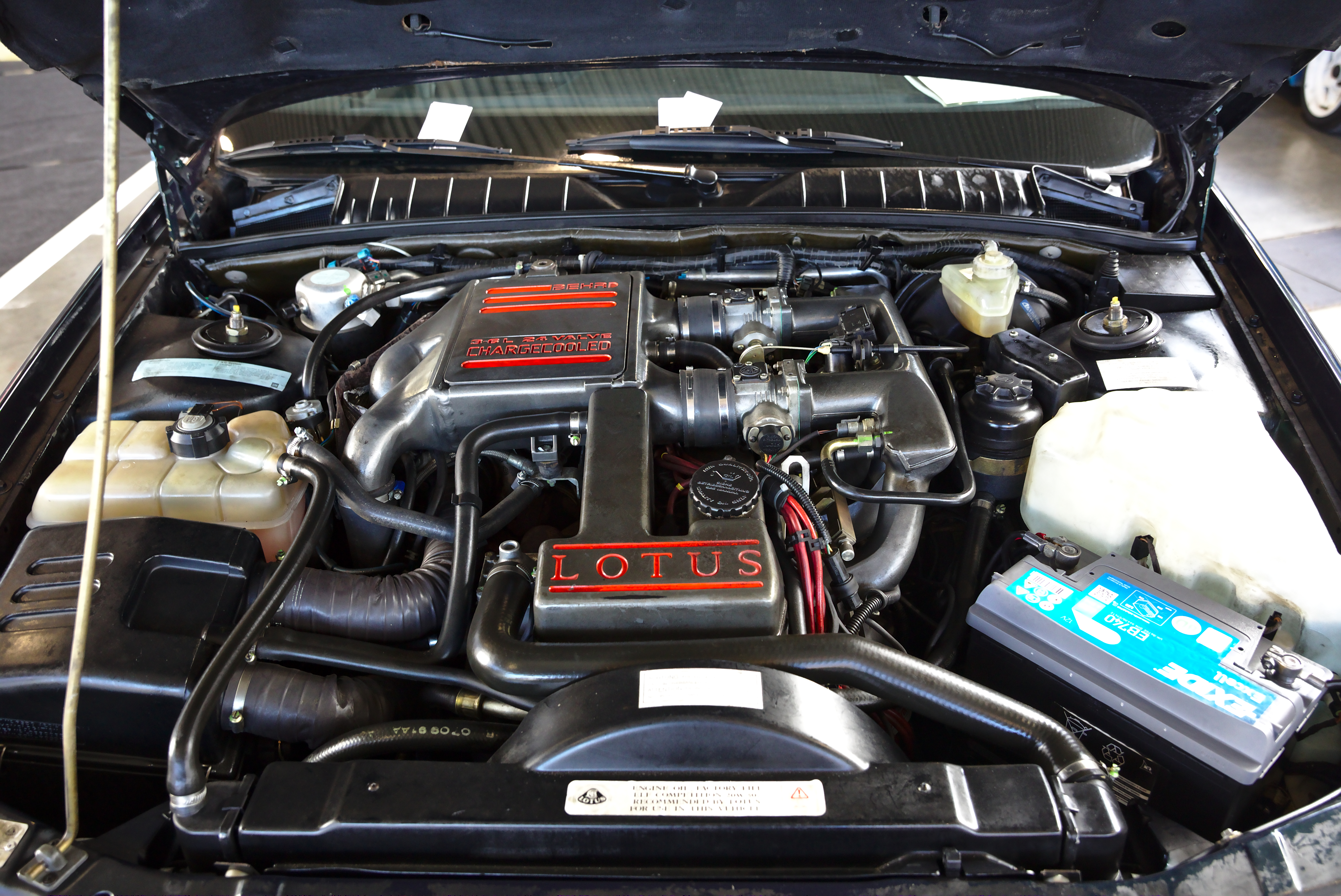
Подкапотное пространство Carlton

За основу был взят опелевский 24-клапанный двигатель C30SE объёмом 2969 см³, выдававший 204 л. с. и устанавливавшийся на Opel Omega 3000. Его рабочий объём был увеличен до 3615 см³, помимо этого, Lotus установила два турбокомпрессора Garrett T25, которые создавали давление наддува в 0,7 бар уже с 1500 об./мин. Также был внедрен интеркулер с жидкостным охлаждением.
Чтобы справиться с более высоким давлением внутри двигателя (95 бар), блок двигателя был дополнительно усилен. Аналогично, из-за повышенной нагрузки, был усилён коленчатый вал. Головка блока цилиндров изменений не претерпела, но степень сжатия была понижена с 10,0 до 8,2:1. Поршни устанавливались кованые, производства Mahle. Как следствие, мощность двигателя выросла, составив 377 л. с.
Механическая шестиступенчатая трансмиссия фирмы ZF была позаимствована у Chevrolet Corvette ZR-1. Сзади был применён дифференциал повышенного трения от V8 Holden Commodore.

### Подвеска, тормоза, рулевое управление
Штатная многорычажная подвеска Opel Omega была дополнительно модифицирована специалистами Lotus для улучшения стабильности на высоких скоростях и управляемости. У Opel Senator позаимствовали рулевой усилитель «Servotronic», облегчавший руль при маневрировании на месте и, наоборот, утяжелявший его при наборе скорости. Также с него была скопирована система автоматического выравнивая задней подвески.
На первых эскизах автомобиль появился с разноширокими сборными дисками, от которых в процессе подготовки модели всё же решили отказаться, опасаясь, что их использование станет затруднительным на дорогах с неидеальным качеством покрытия. В итоге автомобиль комплектовался моноблочными 17-дюймовыми разноширокими дисками фирмы Ronal, более широкими, чем у Opel Omega, и покрышками Goodyear Eagle, специально разработанными для Opel Omega. Такая «резина» также устанавливалась на Lotus Esprit Turbo SE.
В тормозной системе были использованы четырёхпоршневые моноблочные суппорты AP Racing с диаметром тормозных дисков 12,9 ″ (328 мм) на передней оси и двухпоршневые суппорты того же производителя с диаметром дисков 11,8 ″ (300 мм) сзади. Как передние, так и задние диски были вентилируемыми. Сама система была разработана Марком Mастерсом.

## Характеристики
Модель имела 377 лошадиных сил при 5200 об./мин. и 568 Н·м при 4200 об./мин., причём 475 Н·м были доступны уже с 2000 об./мин.. Максимальная скорость достигала 283 км/ч, а разгон до 100 км/ч занимал всего лишь 5,4 секунды. Тест на разгон до 160 км/ч с последующей остановкой показал результаты менее, чем 17 секунд. Длинные передаточные числа коробки позволяли разгоняться до 88 км/ч уже на первой передаче.
Carlton/Omega оставил много откликов в автомобильной прессе. Боб Мюррей, редактор журнала Autocar, писал: «Никто не купит этот автомобиль, так как негде будет использовать его максимальную скорость около 180 миль/ч». Мюррей считал, что Лотусу стоило бы последовать примеру немецких автопроизводителей (они ограничивали максимальную скорость своих автомобилей до 155 миль/ч (250 км/ч)). Эти мнения были поддержаны в СМИ, раздавались даже голоса с призывом полностью запретить эксплуатацию таких автомобилей. А для того, чтобы купить этот автомобиль в Германии, нужно было иметь гоночную лицензию.

## Производство
Производство автомобиля началось в 1990 году, через 4 года после выхода в продажу базовой Opel Omega. Изначально планировали выпустить 1100 машин, но для начала 1990-х цена в 48 000 фунтов стерлингов была слишком высокой. Как следствие, Lotus остановил конвейеры в декабре 1992 года из-за нерентабельности. Всего было выпущено 950 автомобилей, из них 320 носили название Carlton, а 630 — Omega.